# 於玉ヶ池
於玉ヶ池（おたまがいけ）は、現在の東京都千代田区岩本町にあった池。「お玉ヶ池」として東京都指定旧跡となっている（所在地は千代田区岩本町2-10、1955年3月28日指定）。

## 概要
伝承によると、江戸期にあった池の近隣の茶屋にいた看板娘の名前「お玉」からとされる。
『江戸名所図会』によると、あるとき「人がらも品形（しなかたち）もおなじさまなる男二人」が彼女に心を通わせ、悩んだお玉は池に身を投じ、亡骸（なきがら）は池の畔（ほとり）に葬られたとある。
人々が彼女の死を哀れに思い、それまで桜ヶ池と呼ばれていたこの池を於玉ヶ池と呼ぶようになり、またお玉稲荷を建立して彼女の霊を慰めたという。
江戸時代以前は、不忍池から南下する流れが有り、於玉ヶ池を経由し南流し、現在の東京湾へ注いだ（小網神社付近の入江）。江戸時代に南下する流れは無くなった（神田川が瀬替えされ東西に横切ることとなった）。
江戸期の古地図では景勝地として現在の不忍池程度の面積を有していたらしいが、江戸後期頃から徐々に、神田山（駿河台）を削って埋め立てて宅地化されて、弘化2年（1845年）の時点で池自体も存在しない。
北辰一刀流の道場「玄武館」があった場所として有名で、千葉周作は「お玉ヶ池の先生」と呼ばれた。
この界隈には、儒者、漢学者などが多数住んでおり、江戸の学問の中心地でもあった。佐久間象山の象山書院、東条一堂の瑶池堂など。

## 於玉ヶ池の名にちなんだもの

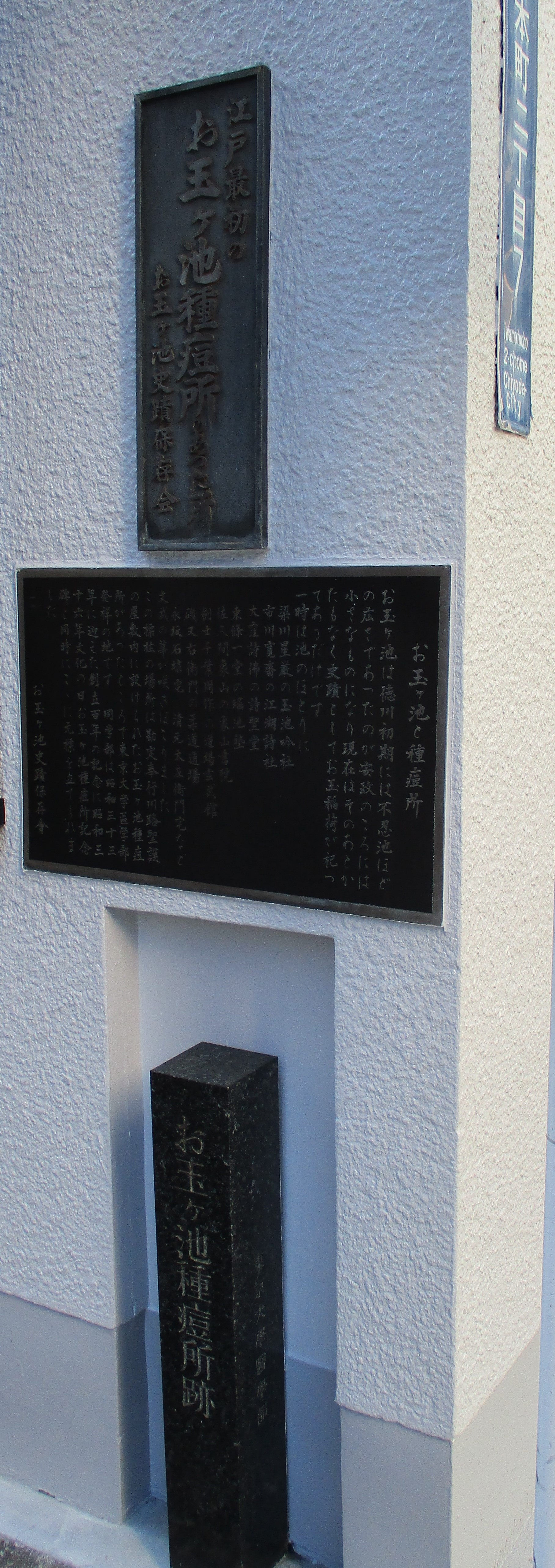
お玉が池種痘所の石碑

- お玉ヶ池種痘所 - 蘭方医による種痘館。東京大学医学部の前身。安政5年5月7日（1858年6月17日）、お玉ヶ池にあった勘定奉行川路聖謨の邸内に、蘭学者伊東玄朴、大槻俊斎ら83名たちが共同出資して創設したもの。半年で焼失、種痘所は神田和泉町に移った。1859年に下谷泉橋通りの藤堂和泉守上屋敷北に種痘所が新設され、1860年には幕府直轄となり、1861年に「西洋医学所」と改称、翌年、大槻俊斎の後を受けて緒方洪庵が頭取となった[5]。
- お玉湯 - 銭湯
- お玉ヶ池の佐七親分 - 横溝正史の『人形佐七捕物帳』の主人公の岡っ引き。架空の人物。彼の地元として設定されているのが、現在の千代田区岩本町2丁目界隈。1960年代前半までは「神田松枝町」だった。5番地に「松枝町」の記念標柱がある。